# Gérard Gobaille
Gérard Gobaille est un évêque de Paris (1492). Né à Soissons, il est décédé à Melun le 12 septembre 1494.

## Biographie
Né à Soissons, fils d'un marchand de draps ou de noble famille, licencié en droit et bachelier en décret (1455), chanoine et trésorier de la cathédrale de Soissons (1463), avocat au Parlement de Paris (1488), 
Chanoine de la cathédrale il est élu par ses pairs évêque de Paris, le 8 août 1492 après 6 scrutins, contre l'avis du roi Charles VIII qui soutenait dans ses lettres du 6 juillet et du 1er août précédant la candidature de Jean de Rély l'évêque d'Angers. Le nouvel évêque n'est pas confirmé ni par son métropolitain l'archevêque de Sens ni par le souverain pontife et il meurt le 12 septembre 1494 à Melun. Sa tombe se trouve dans la cathédrale Notre-Dame de Paris .